# Hesperis matronalis
La juliana (Hesperis matronalis), también conocida como matronal y violeta de los jardines, es una planta fanerógama herbácea perteneciente a la familia  Brassicaceae.  
La juliana es una planta bienal o perenne de corta duración, nativa de Eurasia, y cultivada hoy en todo el mundo por sus atractivas flores de primavera.  En algunas zonas se han hecho silvestres y se han convertido en malas hierbas.  

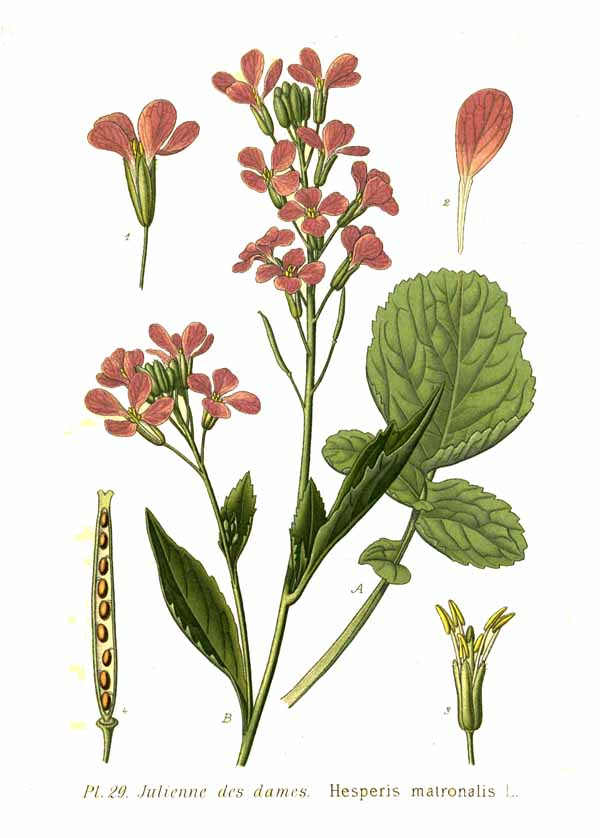
Ilustración

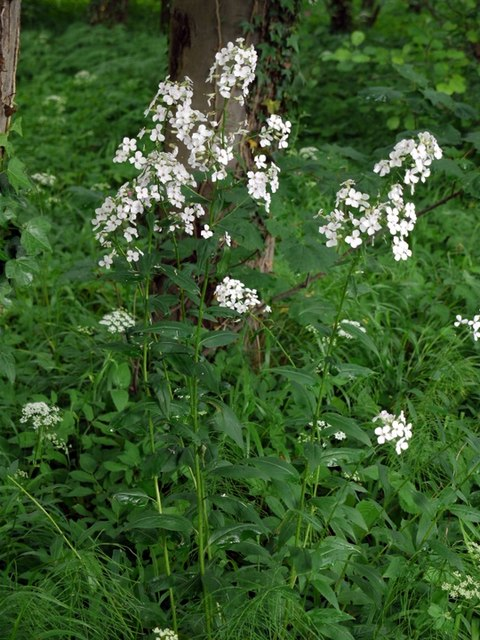
Vista de la planta

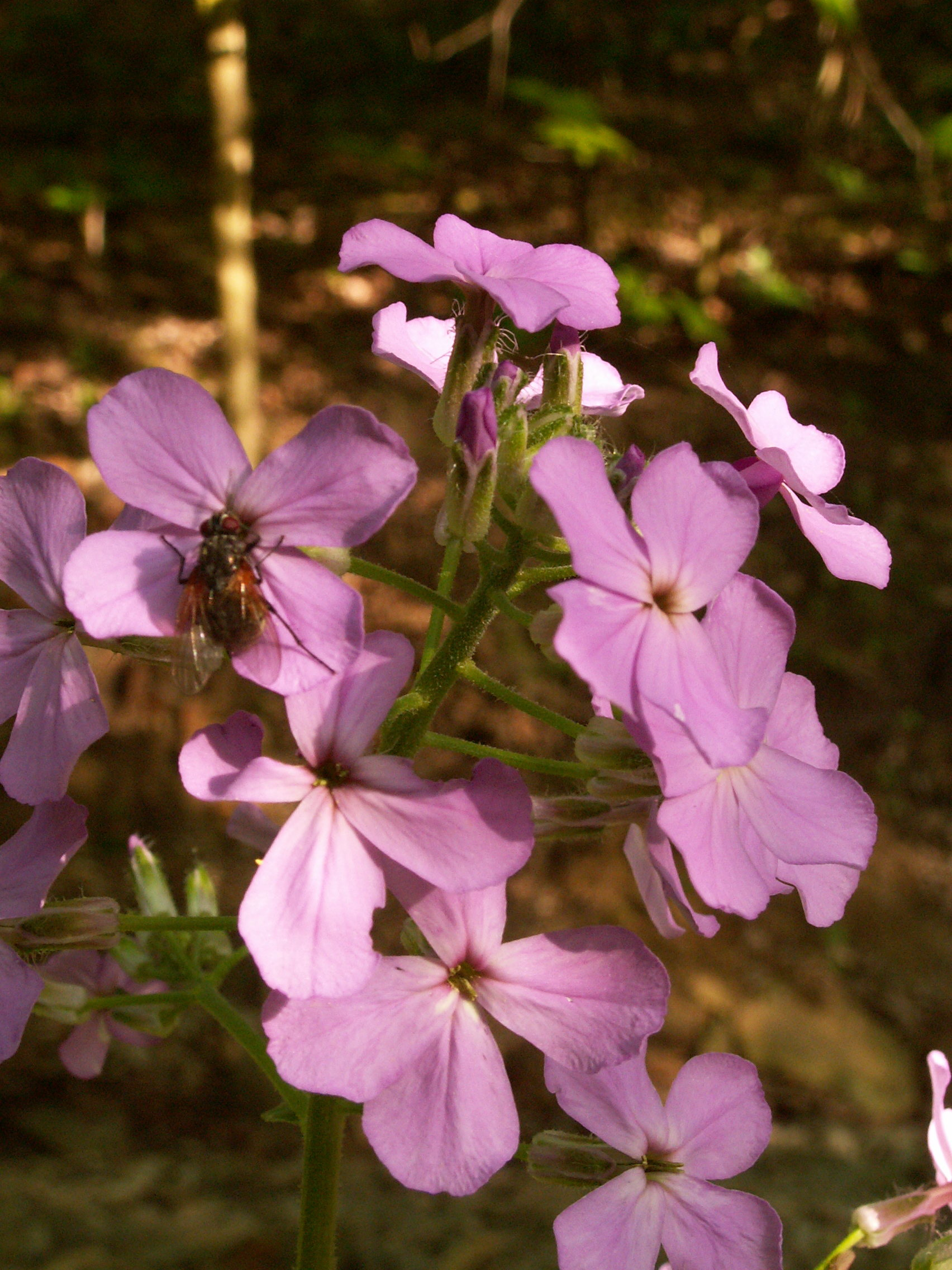
Inflorescencia

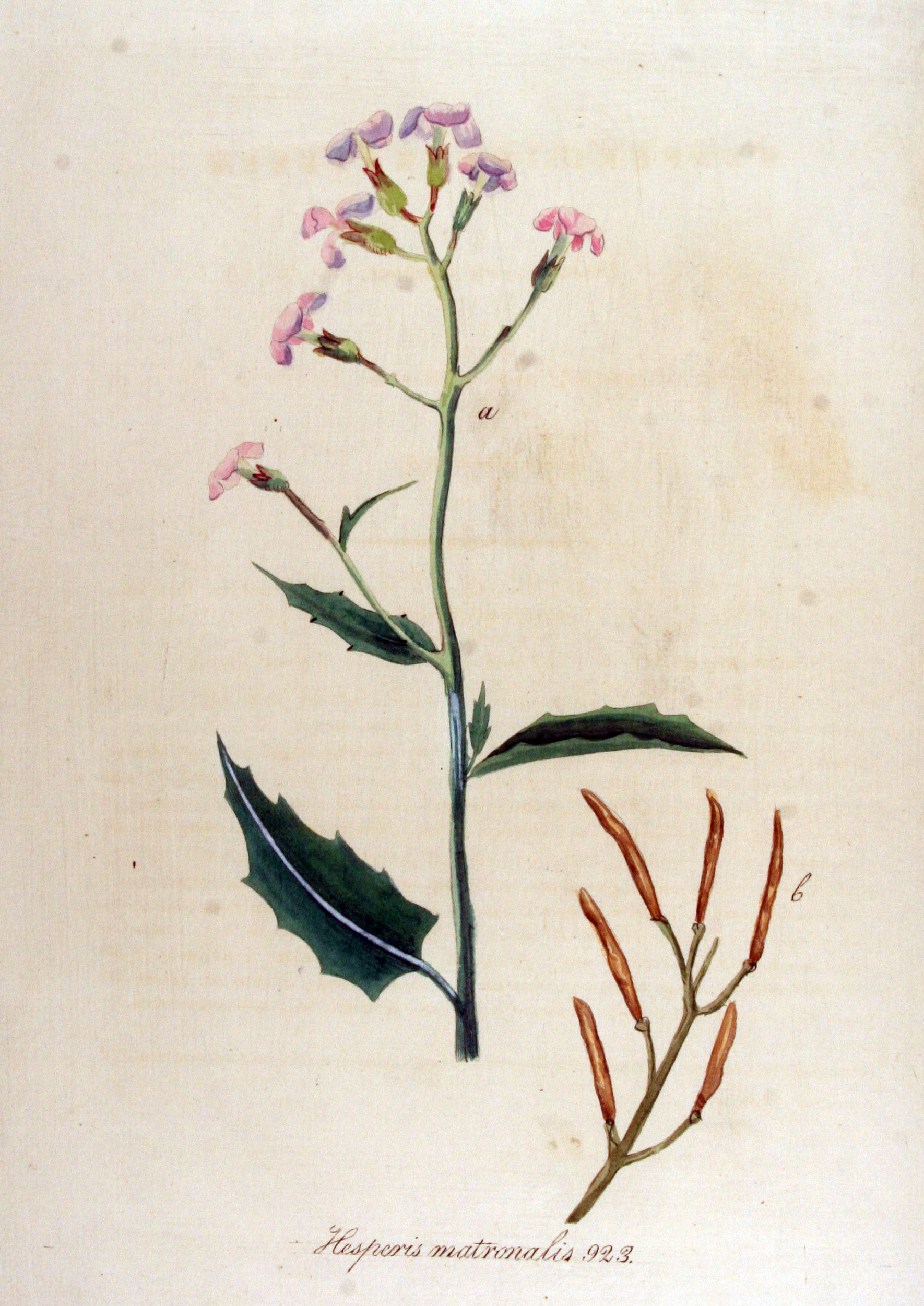
Ilustración en Flora Batava

## Características
Hesperis matronalis alcanza 1 m o más de  altura, con múltiples tallos pilosos en posición vertical.  Normalmente el primer año de crecimiento produce un gran follaje, y la floración tiene lugar el segundo año. Las plantas suelen ser bienales, pero algunas variedades pueden ser perennes de corta duración. Las plantas tienen flores vistosas desde comienzos a mediados de primavera. Las hojas, de forma lanceolada, están dispuestas alternativamente en los tallos; por lo general poseen muy pocos pecíolos o ninguno y tienen bordes dentados.  El follaje tiene pelos cortos en el haz y el envés de las hojas, lo cual le da un tacto un poco áspero. Las hojas pueden llegar a tener 12 cm de largo y más de 4 cm de ancho. A principios de primavera se desarrolla un denso follaje inferior; durante la floración, la parte inferior de los tallos suele quedar desprovista de ramas y follaje, mientras que en la parte superior de la planta se desarrollan una pocas ramas que acaban en inflorescencias.
Las flores, abundantes y fragantes, forman grandes y vistosos racimos terminales que pueden tener hasta 30 cm de altura. Cuando los tallos están cargados de flores y frutos pueden llegar a doblarse bajo su peso. Las flores tienen 2 cm de diámetro y cuatro pétalos, con colores que varían desde el blanco o el rosado a diferentes tonos de lila y morado; incluso hay variedades con flores de colores mixtos.  Las flores tienen seis estambres dispuestos en dos grupos; los 4 más cercanos a los ovarios son más largos que los dos opuestos. Los cuatro sépalos son erectos y forman una especie de tubo alrededor de los pétalos, y tienen un color semejante al de estos.
Algunas plantas pueden florecer hasta agosto, pero el clima cálido acorta bastante la duración de la floración.  Las semillas se forman en un fruto delgado en forma de vaina de 5-14 cm de largo, que contiene dos hileras de semillas separadas.

## Taxonomía
Hesperis matronalis fue descrita por Carlos Linneo y publicado en Species Plantarum 2: 663. 1753.
Etimología
Hesperis: nombre genérico que deriva del término griego que designa la noche, y probablemente le fue dado porque el aroma de sus flores es más acusado por la noche.
matronalis: epíteto latíno que significa "de Matronalia"
Variedades aceptadas
- Hesperis matronalis subsp. adzharica Cullen
- Hesperis matronalis subsp. candida (Kit.) Hegi & Em.Schmid
- Hesperis matronalis subsp. cladotricha (Borbás) Hayek
- Hesperis matronalis subsp. nivea Kulcz.
- Hesperis matronalis subsp. voronovii (N.Busch) P.W.Ball

Sinonimia
- Antoniana sylvestris Bubani
- Crucifera matronalis E.H.L.Krause
- Deilosma inodorum Fuss
- Deilosma matronale Andrz. ex DC.
- Deilosma niveum Fuss
- Deilosma runcinatum Fuss
- Deilosma sibirica Andrz. ex DC.
- Hesperis adenosepala Borbás
- Hesperis alba J.S. Muell.
- Hesperis albiflora Schur
- Hesperis bituminosa Willd.
- Hesperis euganea Marsili ex Ten.
- Hesperis heterophylla Ten.
- Hesperis hortensis Pers. ex Steud.
- Hesperis leucantha Schur
- Hesperis oblongipetala Borbás ex Murr
- Hesperis oreophila Kitag.
- Hesperis pontica Zapał.
- Hesperis pseudonivea Tzvelev
- Hesperis sabauda Rouy & Foucaud
- Hesperis sibirica L.
- Hesperis sibirica var. alba Georgi
- Hesperis umbrosa Herbich
- Hesperis unguinosa Schrank
- Viola matronalis Garsault[7]